# Neofòbia
La neofòbia (del grec néos (nou) i fobos (por)) és la por o fòbia incontrolable i injustificada conscientment cap a coses o experiències noves. Es pot manifestar com la manca de voluntat de provar coses noves o trencar amb la rutina.
Tot i que és una por aparentment injustificada, sol tenir la seua base en traumes que han quedat registrats a "nivell" inconscient. D'altra banda, per qüestions d'adaptació evolutiva pràcticament tots els animals dotats de SNC tenen conductes "neofòbiques" ja que genèticament perceben viure reeixidament en un hàbitat on (per mutació genòmica i pressió evolutiva) han viscut ells i els seus ancestres; és a dir, la neofòbia també es troba en l'instint d'animals no humans. En sentit menys patològic i més general, aplicat al rebuig de nous costums, idees i modes, es denomina misoneisme o filisteisme.

## Neofòbia alimentària
La neofòbia alimentària fa referència a la resistència a menjar i evitar provar nous aliments. Pot presentar-se en diferents nivells depenent d'aspectes culturals, econòmics, edat, sexe, nivell d'educació i urbanització. La neofòbia afecta principalment xiquets, i pot arribar a considerar-se un trastorn alimentari, específicament dins el trastorn d'evitació-restricció de la ingestió d'aliments. Malgrat presentar un risc per a la salut nutricional, no tenen per què estar associats o reflectits en un pes baix del pacient.
La neofòbia alimentària es dona principalment en xiquets en què es presenta una resistència major a la ingesta de certes fruites o verdures, però accepta major consum de greixos, la qual cosa representa un risc de tenir una dieta menys saludable. És important ressaltar que la neofòbia és un trastorn alimentari que pot aparéixer o persistir en edat adulta.
En el cas particular dels xiquets, aquest trastorn s'associa a trets d'irritabilitat, letargia i angoixa. Rebutjar nous aliments es considera característic d'una etapa infantil; però la neofòbia alimentària pot augmentar entre els 2 i 6 anys. Després d'aquesta edat, la neofòbia sol disminuir, tot i que en alguns casos aquest capteniment pot arribar a ser habitual fins i tot en l'edat adulta, acompanyat de signes d'angoixa i ansietat.
Segons el Child Food Neophobia Scale (CFNS), la neofòbia s'associa en els xiquets amb un menor consum de raïm, tomàquet, safanòria, pollastre i formatge; i per contra no s'ha trobat relació amb el consum restringit de pa i aperitius. Per la seua banda, algunes recerques que utilitzaren l'Índex d'alimentació aaludable van determinar que en la dieta dels que pateixen neofòbia es troba un major consum de greixos saturats i una menor varietat alimentària.
La neofòbia és un trastorn que cal diferenciar de l'alimentació capritxosa o melindrosa. També s'ha de diferenciar dels trastorns de l'espectre autista.